# John Zahner
John Zahner (San Luis Obisbo, Califórnia) é um tecladista americano. Aos 6 anos começou a ter aulas de piano. Estudou piano clássico e órgão até aos 21 anos.
As suas principais influências são Mozart, Beethoven, Yes, Dream Theater, Opeth e muitos outros. Zahner possuiu e programou muitas séries de Sintetizadores Moog antes e principalmente desde a morte de Bob (Robert) Moog.
De 2013 até o presente (2022), John Zahner é tecladista/vocalista do Stormbringer - Tampa Bay, Flórida. De 1994 a 2001 Zahner também atuou em Stormbringer.

## Discografia

### Crimson Glory
- 1986 - Crimson Glory
- 1988 - Transcendence

### Savatage
- 1991 - Streets

### Circle II Circle
- 2003 - Watching In Silence

### Jon Oliva's Pain
- 2004 - Tage Mahal
- 2006 - Straight Jacket Memoirs EP
- 2006 - Maniacal Renderings
- 2008 - Global Warming